# 토지수용법
토지수용법(土地收用法)은 특정한 공익사업(예: 도로의 정비확장, 철도의 건설 등)을 위하여 필요한 토지 등의 수용·사용에 관한 일반법으로서 그 요건·절차·효과 및 이에 따른 보상 등을 정한 법률이다. 국민의 재산권은 보장하되 공공필요에 의하여 그것을 수용·사용할 수 있다고 한 헌법의 규정(헌 23조)에 따라 공공복리의 증진과 사유재산권과의 조절의 목적 아래 제정된 법률이다.
사유재산제 하에서 공적기관이 공공목적을 위하여 특정의 재산을 취득할 필요가 있는 경우에 원칙적으로 매매 등의 민사관계에 의해 취득함이 적당하다. 그러나 권리자가 매매에 동의하지 않는 경우에는 공익상 상당한 보상을 지급하는 것을 조건으로 하여 이를 강제적으로 취득하여야 할 요청이 있는 경우가 있다. 토지사용을 할 수 있는 사업은 공익사업으로서 일정한 것에 한한다(토지 3조). 토지수용의 목적이 될 수 있는 것은 토지에 관한 소유권과 권리, 광업권·어업권·물의 사용에 관한 권리 등이다. 토지수용의 절차는 약식절차(略式節次)와 보통절차(普通節次)의 두 가지가 있다. 보통절차는 사업의 인정·토지세목의 공고·협의·재결·행정소송의 5단계로 되어 있다. 토지수용으로 인한 보상은 완전보상을 원칙으로 한다.